# 豪之山登輝

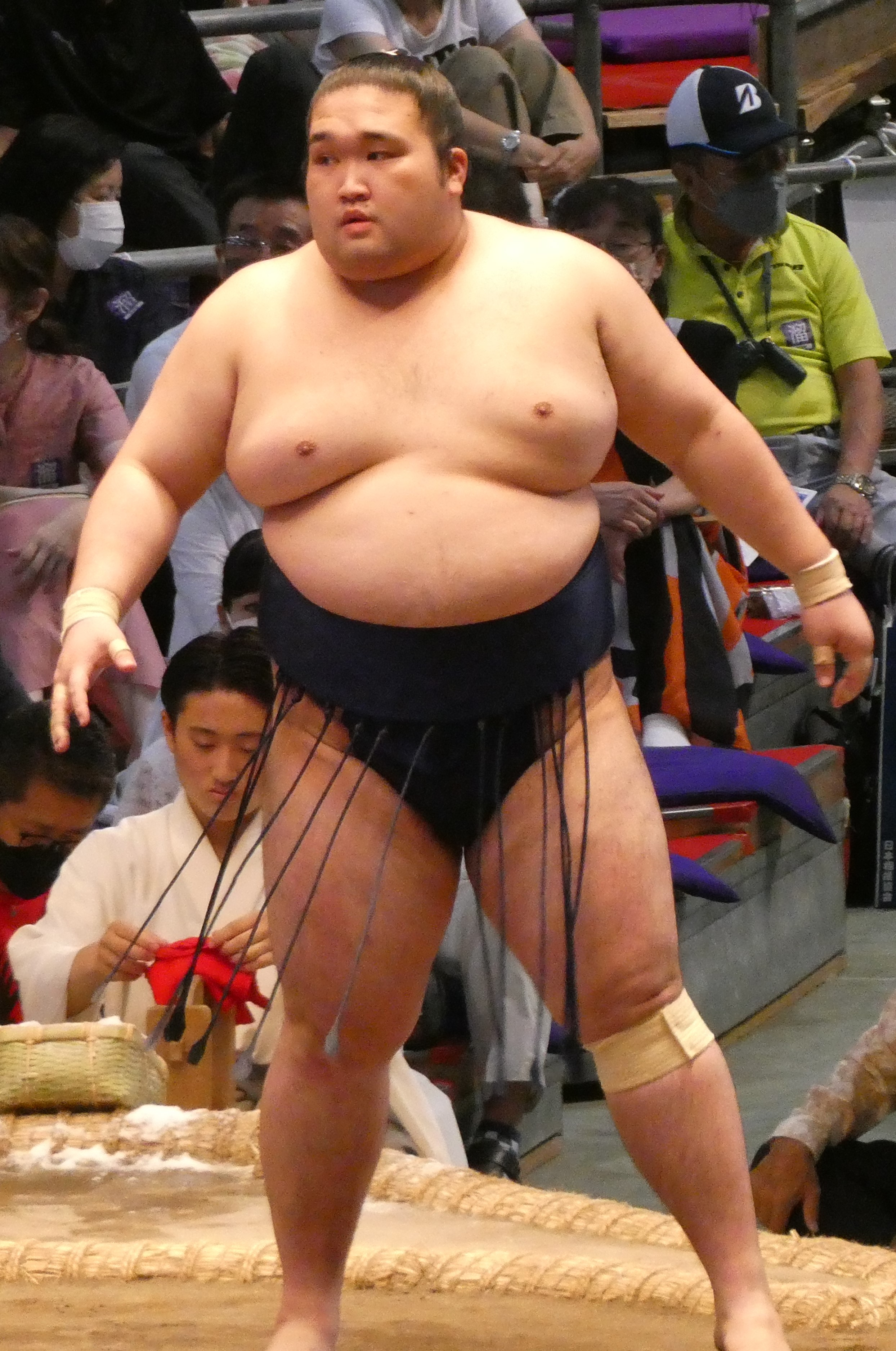

豪之山登輝（日语：豪ノ山登輝，1998年4月7日—），原名西川登輝，日本大阪府寢屋川市出身的現役大相撲力士。身高1.76米，重155公斤，最高位置西前頭2枚目（2024年5月場所），所屬相撲部屋是武隈部屋（之前是境川部屋）。

## 來歴
西川在小學一年級時開始學習相撲，從四年級到六年級，他連續三年參加全日本小學相撲錦標賽，之後進入相撲聞名的埼玉榮高中和中央大學法學部，在中央大學的第一年，西川在全國學生錦標賽中進入了前32名。到第四年，他是大學相撲俱樂部的隊長，並在全國學生錦標賽中獲得亞軍。大學畢業后，西川選擇轉為職業選手，加入了境川部屋。

## 生涯

### 早期生涯
西川在2021年3月場所初次出賽，因業餘比賽成績被授予三段目付出100枚目身份，在7月場所晉級幕下，在11月場所因頸部受傷退出比賽，在2022年一月場所復出並獲優勝。
在同年2月1日，同部屋的前大關豪榮道豪太郎宣佈分家，他隨同前往武隈部屋，5月場所幕下筆頭4勝3敗、場所後番付編成會議通過其成為十兩，成為武隈部屋首位關取。
在2023年7月場所得第一次敢鬥賞。

## 個人生活
2024年4月，豪之山在戀愛一年後與一名女子結婚，該女子是他的同學，也是埼玉榮高中柔道俱樂部的成員。